# アメリカンフットボールアメリカ合衆国代表
アメリカンフットボールアメリカ合衆国代表（United States national American football team）は、アメリカ合衆国におけるアメリカンフットボールのナショナルチームである。

## 概要
USAフットボール（NFLを除くアメリカンフットボール界の統括組織）の管轄に置かれており、NCAAの学生中心に編成されている。
アメフトの本場である米国でありながら、W杯には第2回大会まで不参加であった。2007年の第3回大会からようやく参加するようになった。ただし、他国との実力差が圧倒的であるため、アメフトの国際的な普及という目的のために、NFLはもちろんのこと、一流大学の選手も対象にはならず、他国と優勝争い出来るレベルの選手を腐心して揃えたのが実情である。それでも当然のごとく優勝候補の筆頭に上げられた本大会では、予選リーグを危なげなく制し、下馬評通り日本と決勝で対戦した。延長戦までもつれる展開を制し、日本の3連覇を阻止するとともに初出場初優勝を果たした。続く第4回大会も決勝でカナダを下し、第5回大会決勝でも日本を下して3連覇を達成した。

## 国際大会成績

### 開催年度別順位
| 開催年 | 順位   | GP     | W      | L      | 得点   | 失点   |
| ------ | ------ | ------ | ------ | ------ | ------ | ------ |
| 1999   | 不参加 | 不参加 | 不参加 | 不参加 | 不参加 | 不参加 |
| 2003   | 不参加 | 不参加 | 不参加 | 不参加 | 不参加 | 不参加 |
| 2007   | 1位    | 3      | 3      | 0      | 133    | 27     |
| 2011   | 1位    | 4      | 4      | 0      | 176    | 21     |
| 2015   | 1位    | 4      | 4      | 0      | 214    | 36     |

### ワールドカップ
- 1999年：第1回大会：不参加
- 2003年：第2回大会：不参加
- 2007年：第3回大会：優勝

### 世界選手権
- 2011年：第4回大会優勝
- 2015年：第5回大会優勝

## ユニフォーム
| Helmet   |      |           |
| Left arm | Body | Right arm |
| Trousers |      |           |
| Socks    |      |           |
| Home     |      |           |

| Helmet   |      |           |
| Left arm | Body | Right arm |
| Trousers |      |           |
| Socks    |      |           |
| Away     |      |           |

| Helmet    |      |           |
| Left arm  | Body | Right arm |
| Trousers  |      |           |
| Socks     |      |           |
| Alternate |      |           |